# Žara
Žara (tudi urna) je vaza (posoda), pogosto s pokrovom, ki ima lahko nekoliko zožen vrat nad zaobljenim telesom in podnožje. Opisovanje posode kot žara, v nasprotju z vazo ali drugimi izrazi, navadno odraža njeno uporabo, ne pa katero koli posebno obliko ali izvor. Ta izraz se pogosto uporablja za pogrebne žare, posode, ki se uporabljajo pri pokopu, bodisi za pepel ali za grobo blago. Uporablja pa se tudi v številnih drugih kontekstih; v gostinstvu kot velika posoda za serviranje čaja ali kave se pogosto imenujejo "čajna žara", tudi če so kovinski cilindri čisto funkcionalne oblike. Velike izrezljane vaze se pogosto imenujejo žare, naj bodo nameščene na prostem, v vrtovih ali kot arhitekturni okras na stavbah ali v notranjosti.

## Pogrebne žare
Številne civilizacije so uporabljale pogrebne žare (imenovane tudi žara za pepel ali grobna žara). Ko je oseba umrla, so preživeli truplo upepelili (kremirali) in zbrali pepel v žari. Iz zgodnjega Jiahu obdobja na Kitajskem najdemo keramične žare, ki so nastale okoli leta 7000 pr. n. št.; najdenih je bilo skupaj 32 žar. Druge zgodnje najdbe pa so Laoguantai, Shaanxi. Na območju kulture Yangshao (5000-3000 pr. n. št.) je bilo odkritih okoli 700 pokopanih žar v več kot 50 različnih oblikah in vrstah. Pogrebne žare so bile v glavnem namenjene otrokom, vendar občasno tudi za odrasle.
Kultura žarnih grobišč (1300 pr. n. št. - 750 pr. n. št.), kultura pozne bronaste dobe v srednji Evropi, je dobila ime zaradi velikih pokopališč z grobovi z žarami. Odkritje bronastodobnega žarnega groba v Norfolku v Angliji je spodbudilo sira Thomasa Browneja, da opiše najdene predmete. Študijo je razširil na pregled pokopnih in pogrebnih običajev, starodavnih in sedanjih, in jo objavil kot Hydriotaphia or Urn Burial (1658).
V antični Grčiji je bila kremacija običajna in pepel običajno shranjen v poslikani grški vazi. Še posebej je bil temu namenjen lekit, oblika vaze, namenjena držanju olja v pogrebnih obredih. Rimljani so postavili žaro v nišo v skupni grobnico, imenovano kolumbarij (columbarium – dobesedno golobnjak - zgradba ali zid, navadno pri krematoriju, z vdolbinami za shranjevanje žar). Notranjost je imela po navadi tudi niše za hišne ljubljenčke. Kremacijske žare so bile pogosto uporabljene v zgodnji anglosaški Angliji in v številnih predkolumbovskih kulturah.
V nekaterih kasnejših evropskih tradicijah so kraljevo srce in včasih tudi druge organe po smrti pospravili v eno ali več žar, kar se je zgodilo na primer s kraljem Ottom Bavarskim leta 1916 in jih pokopali na drugem mestu od trupla, kar naj bi simboliziralo posebno naklonjenost za kraj, ki ga je zapustil.
V sodobni pogrebni industriji so na voljo kremacijske žare različnih kakovosti, raznovrstnosti in cene. Tudi biorazgradljive žare se včasih uporabljajo za zakopavanje ljudi in živali. Izdelane so iz okolju prijaznih materialov, kot so recikliran ali ročno izdelan papir, sol, celuloza ali drugi naravni materiali, ki se lahko razgradijo v naravne elemente in včasih vključujejo seme, namenjeno za rast v drevo na mestu pokopa.

Poleg tradicionalnih pogrebov ali žar s pepelom je mogoče ohraniti del pepela v naključnih žarah ali nakitu (iz pepela je mogoče izdelati tudi diamant), čeprav je to v nekaterih krajih prepovedano v skladu s pravom nekaterih držav. Prepovedano je ohranjanje človeških ostankov v zasebnem prebivališču. Pogrebne žare so narejene iz različnih materialov kot so les, naravni kamen, keramika, steklo ali jeklo.
V zadnjih desetletjih je postalo priljubljeno raztresanje pepela. Posledično so razvili žare, namenjene temu obredu. Nekatere so biološko razgradljive in se lahko reciklirajo po uporabi.

## Figuralne žare
Figuralna žara je slog vaze ali večje posode, pri kateri je osnovna oblika žara, bodisi klasična amfora ali kot talilni lonec, okrašena s figurami. Te so lahko pritrjene na glavno telo, tvorijo ročaje ali kot preprosta dekoracija, so pa lahko kot relief na samem telesu posode.

## Druge žare
Ashes, je pokal v obliki žare, nagrada za dveletno tekmovanje v kriketu med Anglijo in Avstralijo.
Žare so običajna oblika arhitekturnih detajlov in vrtni okras. Znana okrasna žara je Waterloo vaza. Je velika žara, visoka 5 metrov in težka 20 ton, izdelana iz enega samega kosa marmorja iz  Carrare. Od leta 1906 se uporablja kot vrtni okras v vrtu Buckinghamske palače v Londonu.
V matematiki je model žare je v teoriji verjetnosti in statistiki miselni preskus v katerem iz posode (žare), v kateri so kroglice (običajno so različno obarvane), v okviru poskusa vlečemo iz nje.
Čajna žara je ogrevana kovinska posoda, ki se tradicionalno uporablja za kuhanje čaja ali vrele vode v velikih količinah v tovarnah, menzah ali cerkvah. Navadno jih ni mogoče najti v gospodinjstvih. Kot samovar ima majhno pipo blizu dna za točenje čaja ali vroče vode. Za razliko od električnega bojlerja se čaj lahko pripravi v sami posodi.
Del neoklasicističnega pohištva je bila velika lesena vaza podobna žari, ki je bila navadno postavljena na podstavek na obeh straneh mize. To je bila značilnost sloga bratov Adam iz Škotske in tudi delo mizarja Hepplewhita. Žare so bile uporabljene tudi kot dekorativni elementi na križanju nosilcev v pohištvenih modelih iz 16. in 17. stoletja. Žara in vaza sta bili pogosto postavljeni na osrednji podstavek v "zlomljenem" ali "labodovem" vratu. "Žara za nože" postavljena na podstavek je stala v jedilnici na posebnem pultu in je bila angleška inovacija za velike jedilnice v poznih 1760-in letih. V naslednjem desetletju so odšle iz mode v korist škatel za nože, ki so bile prav tako postavljene na stranskem pultu.